# Mojola Agbebi

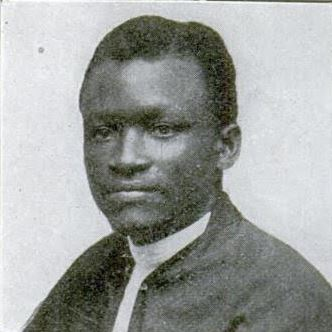
Mojola Agbebi

Mojola Agbebi (* 10. April 1860 in Ilesha, Nigeria; † 17. Mai 1917 in Lagar, Nigeria) war ein baptistischer nigerianischer Theologe. Geboren als David Brown Vincent, nahm er als führender Vertreter des Äthiopismus einen afrikanischen Namen an.   

## Leben
Agbebi galt den Zeitgenossen als ein echter Afrikaner aus dem (im Gegensatz zur Küste) europäisch wenig beeinflussten nigerianischen Hinterland. Das ist allerdings nur bedingt richtig. Zwar liegt sein Geburtsort Ilesha in Yorubaland, aber sein Vater war kein Yoruba, sondern ein Saro aus Sierra Leone, der als Katechet der Church Missionary Society in Ilesha tätig war. Gebürtig aus Ekiti, war der Vater zunächst Sklave, wurde von der britischen Marine nach Sierra Leone gebracht, freigelassen und im Christentum unterrichtet. Bereits als Sechsjähriger kam David Brown Vincent zur Schule nach Ibadan, mit acht Jahren dann nach Lagos; in seinem Geburtsort Ilesha war er nur zu Familienbesuchen.
Prägend für Agbebi war seine Jugend in Lagos, wo die Oberschicht ungeachtet europäischer Namen einen afrikanischen Patriotismus kultivierte. Agbebi wurde in diesen Kreisen durch Gedichte über führende afrikanische Persönlichkeiten bekannt.
1886 hatte Agbebi ein religiöses Erlebnis, das ihn davon überzeugte, dass die Evangelisation in Afrika die Aufgabe einheimischer, afrikanischer Kirchen sei. 1888 war er einer der Gründer der Native Baptist Church. Agbebi hielt zwar an der überkommenen, europäisch geprägten Theologie und (teilweise) Ethik fest, war aber für eine authentische afrikanische Liturgie und Kirchenmusik. Agbebi studierte die Ahnenverehrung der Yoruba. Er stellte die traditionelle afrikanische Gesellschaft als ethisch hochstehend dar; obwohl persönlich monogam lebend, verteidigte er die Polygamie, unter anderem auf dem Universal Races Congress, an dem er 1911 teilnahm. In Buguma (New Calabar) leitete Agbebi eine baptistische Missionsstation. Es gab dort Haussklaven, und Agbebi sah das als einen positiven Aspekt der traditionellen Gesellschaft, da die Sklaven quasi wie Familienmitglieder lebten.
Agbebi trat in seinen Veröffentlichungen für ein ursprüngliches afrikanisches Christentum ein. Er brachte den traditionellen Religionen für einen Missionar seiner Zeit ungewöhnlich großen Respekt entgegen. Der Namenswechsel von David Brown Vincent zu Mojola Agbebi war mit seiner Ordination zum baptistischen Pfarrer am 24. August 1894 verbunden. Außer beim Gottesdienst trug Agbebi immer afrikanische Kleidung, wofür er bekannt war. Er forderte die administrative Unabhängigkeit afrikanischer Kirchen von Europa. Die schwankende Unterstützung seiner Gemeindeglieder für Agbebis Programm war zeitlebens ein Problem und führte zu neuen Kirchen- und Gemeindegründungen. Die beste Zusammenfassung seiner Ansichten bietet die Predigt, die er am 21. Dezember 1902 zum einjährigen Bestehen der African Church Bethel hielt. Sie wurde in westafrikanischen und britischen Zeitungen gedruckt, außerdem als Broschüre in den Vereinigten Staaten.

## Schriften
- Africa and the Gospel, 1889.
- Inaugural sermon: delivered at the celebration of the first anniversary of the „African Church,“ Lagos, West Africa, December 21, 1902. Yonkers, NY 1903.
- The West African problem. In: Papers on inter-racial problems: communicated to the first Universal Races Congress, held at the University of London, July 26–29, 1911, S. 341–348.